# Museum Nieuwpoort

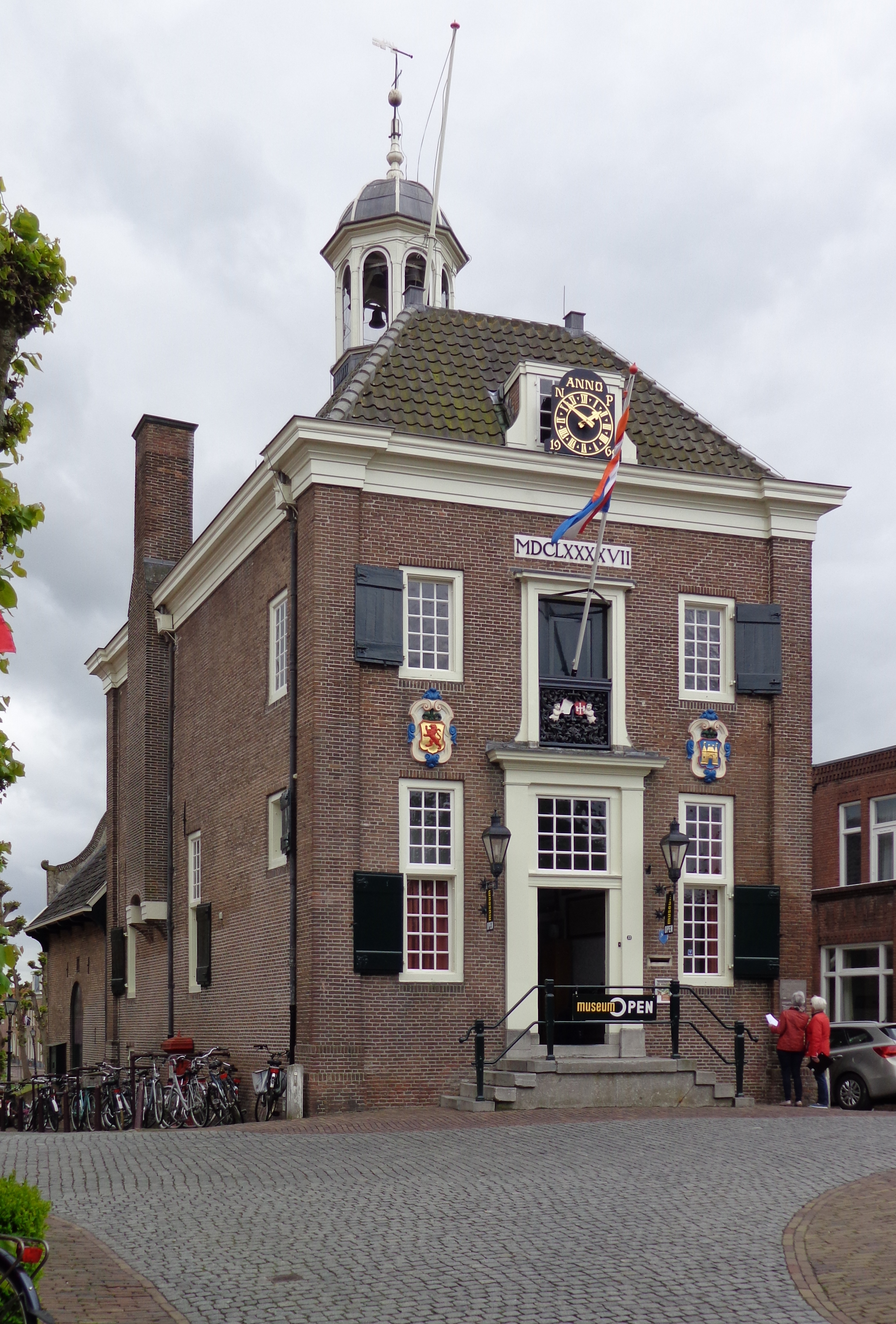
Museum Nieuwpoort

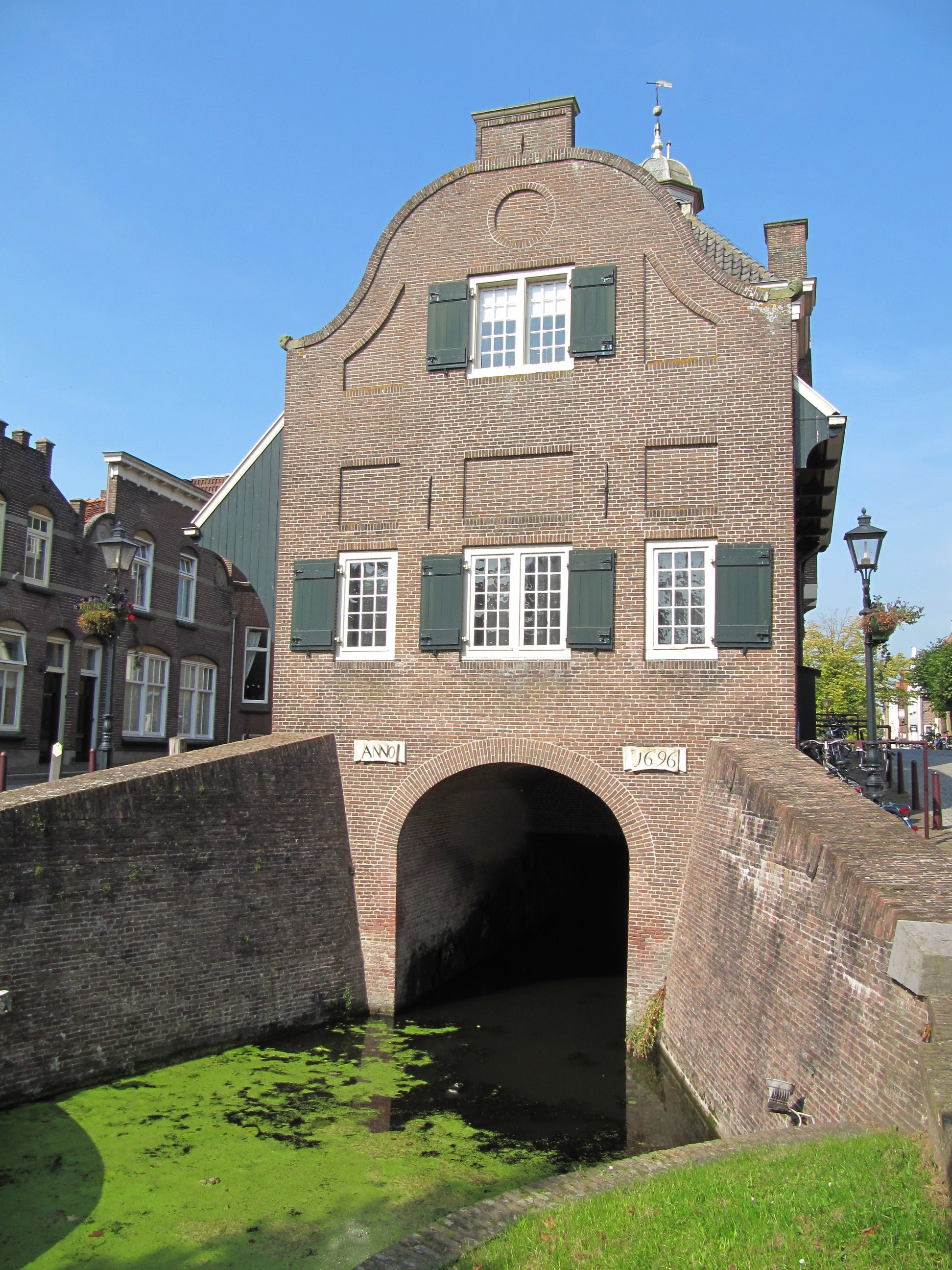

Het Museum Nieuwpoort is een historisch museum in het stadhuis van Nieuwpoort in de Zuid-Hollandse plaats Nieuwpoort. Het museum is een initiatief van de Historische Kring Nieuwpoort. In het museum komen verschillende thema's aan bod:  het ontstaan van Nieuwpoort, de middeleeuwen, het rampjaar 1672, de bouw van het stadhuis en het geheim van Nieuwpoort. Het museum heeft een stadsmaquette. In het interactieve museum vertellen verschillende personages (waaronder Willem Paen, de architect van de vesting, en Johan de With, commandant van de schutterij en de boeren) de geschiedenis van Nieuwpoort. In 2020 en 2021 werd het museum verbouwd. In 2022 werd het vernieuwde museum geopend over de Oude Hollandse Waterlinie en werd er het startschot gegeven voor het jubileumjaar 350 jaar Oude Hollandse Waterlinie.